# Baie d'Anabar
Pour les articles homonymes, voir Anabar (homonymie).

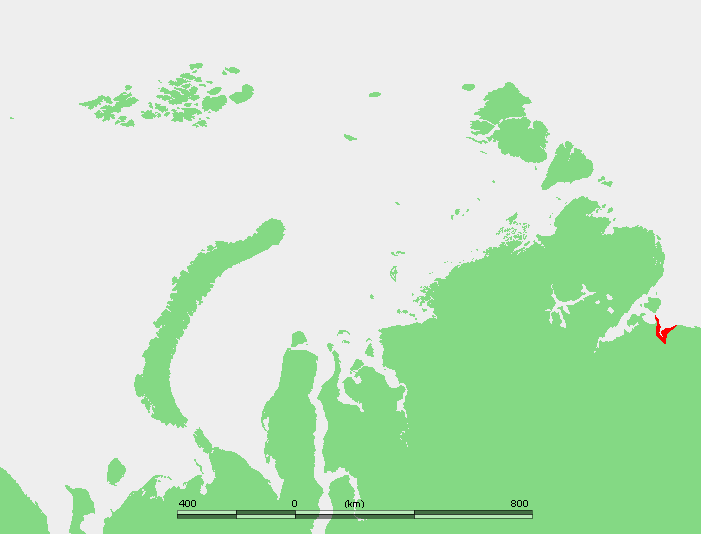
Emplacement de la baie d’Anabar (Sibérie orientale).

La baie d’Anabar (en russe : Анабарский залив, Anabarski zaliv) est un golfe de la mer des Laptev, aux confins de l’océan Arctique. Il s’étend depuis le cap situé à l’est de l’estuaire de l’Anabar jusqu'à la péninsule de Nordvik. La baie de Nordvik (en) proprement dite est située encore plus à l'ouest, au-delà du cap Paksa qui forme l'extrémité de la péninsule.

## Géographie
La baie d’Anabar est tournée au nord ; sa largeur est d'environ 76 km. Elle englobe l'estuaire de l'Anabar, qui est long de 40 km et large de 10 km en moyenne. Trois fleuves débouchent dans cette immense baie : l’Anabar au centre, l'Ouele à l'est, et la Souolama à l'ouest, ces deux derniers pouvant être considérés comme des affluents de l'Anabar puisque se jetant dans l'estuaire.
Une espèce de poissons de la famille des Salmonidés, la riapouchka de Sibérie (cisco sardinelle ou Coregonus sardinella), se rassemble en grand nombre dans l'estuaire de l'Anabar.
Le climat glacial s'y fait particulièrement rigoureux, avec des hivers longs qui laissent la baie couverte de glace une grande partie de l'année.
La baie d’Anabar et ses environs sont rattachés à la République de Sakha, division administrative de la Russie.

## Histoire

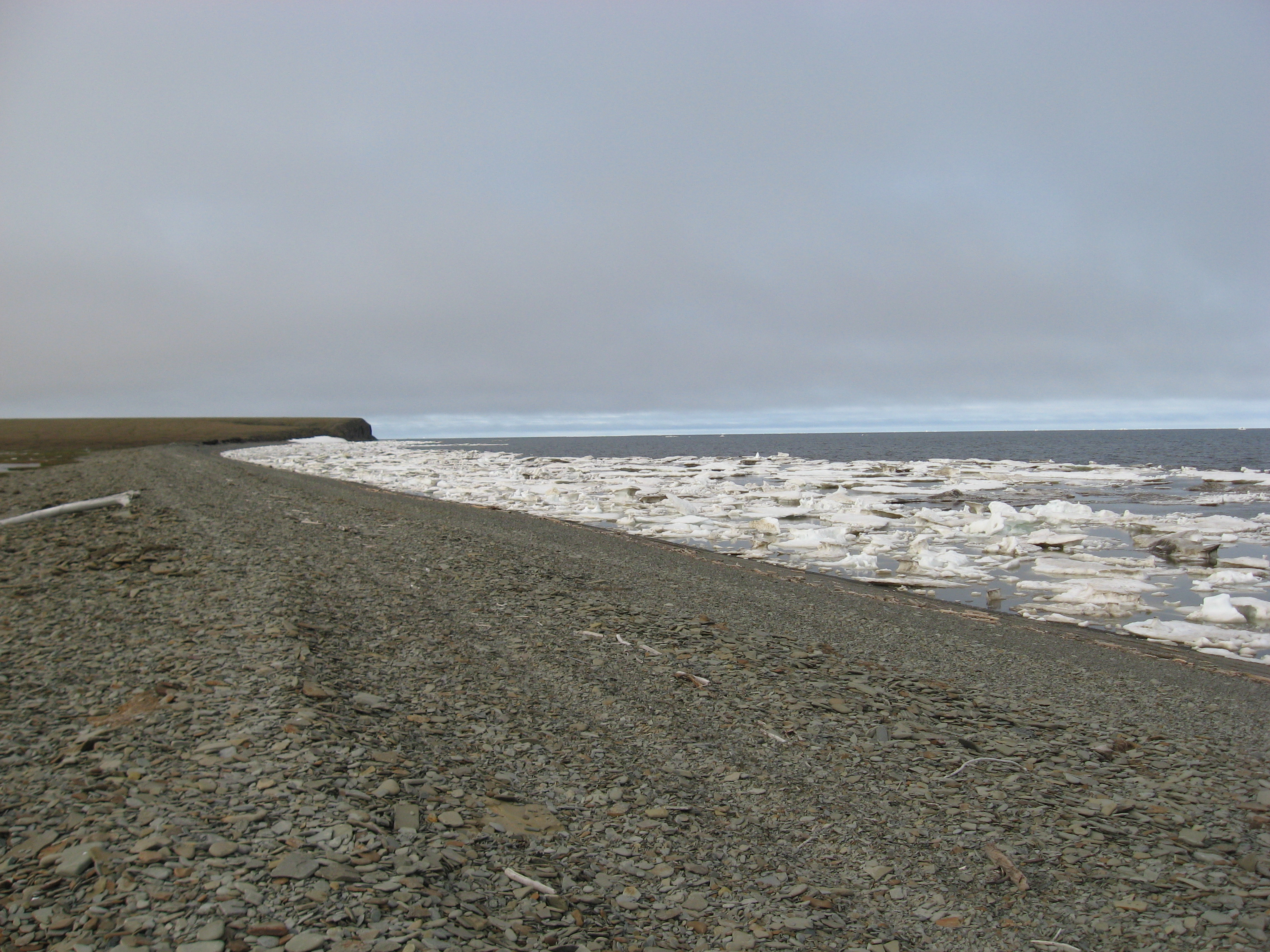
Rivage de la baie d'Anabar.

Le baron Eduard Von Toll explora la baie d’Anabar en 1893 qui était encore à l'époque une région presque inconnue de l'Arctique sibérien. Il fut le premier à cartographier le plateau de l'Anabar séparant le lit de l'Anabar de celui de la Popigaï.
Il y avait, sous le régime soviétique, deux camps de pionniers dans la région : Khorgo, à l'embouchure du fleuve, et Tostouïa, plus à l'intérieur des terres, à la naissance de l'estuaire.